# Trebbia
La Trebbia est  une rivière d'Italie septentrionale, longue de 118 km, affluent de droite du Pô qui traverse la province de Gênes et la province de Plaisance, marquant même, sur un bref tronçon, le confins de la province de Pavie dans la commune de Brallo di Pregola entre le mont Lesima et la commune de Corte Brugnatella.

## Parcours
La Trebbia naît en Ligurie sur les pentes du mont Prelà (1 406 m) courant sur plusieurs kilomètres en territoire ligure où il baigne les centres de Montebruno, Rovegno, Garbarino (où reçoit de gauche le torrent Terenzone) et Ottone, puis entre en territoire de Plaisance, avec toujours un cours sinueux, passe sous le hameau de Traschio de (Cerignale, sous le mont Lesima, où il reçoit le torrent Boreca et près du centre de Ponte Organasco passe dans une série de goulets sur le territoire de la commune de Corte Brugnatella.
Après ce sinueux tronçon, il reçoit de droite le notable apport de son principal affluent, l'Aveto, qui double son débit d’eau (apport surtout utile en été). De là, la vallée s’élargit et la rivière se dirige vers le Nord.
Il baigne le centre de Marsaglia (chef-lieu de Corte Brugnatella), formant une autre série de goulets encore plus spectaculaires, très fréquentés des kayakistes. Après qu’il eut reçu de gauche les torrents Carlone de la vallée du Carlone et Bobbio qui descend du mont Penice, traverse la commune de Bobbio s’écoulant sous les arcades à  dos-d’âne du fameux pont Gobbo (datant du haut Moyen Âge).
De là, la rivière se dirige au nord-est dans sa propre vallée en un large et impressionnant canyon, baignant les centres de Mezzano Scotti di Bobbio, Perino de Coli, Travo et Rivergaro.
À partir de là, il entre dans la plaine du Pô devenant  rivière de l'Émilie-Romagne d’un  débit moyen important (40 m3/s., supérieur au Reno, à cet endroit de plaine) et avec une vallée (le val Trebbia) la plus longue des Apennins septentrionaux.
Avec un lit aussi large, il se dirige vers le Nord jusqu’à l’extrême périphérie de Plaisance et la commune de Calendasco, où il conflue à droite dans le Pô, contiguë à l’historique chemin de Rome, la via Francigena.
Au cours des siècles, le lit de la  rivière dans sa partie en plaine, s’est déplacé de quelques kilomètres ainsi que l’embouchure dans le Pô, qui selon la chronique que Polybe (historien grec) a laissée de la bataille entre les armées d’Hannibal et des Romains (218 av. J.-C.), se situait plus à l’est qu’actuellement.

### Localités traversées
Montebruno, Due Ponti de Fontanigorda, Loco et Isola de Rovegno, Gorreto, Ottone, Zerba, Ponte Organasco de Cerignale, Marsaglia de Corte Brugnatella, Bobbio, Perino de Coli), Travo, Rivergaro, Gragnano Trebbiense et Plaisance

## Régime hydrologique

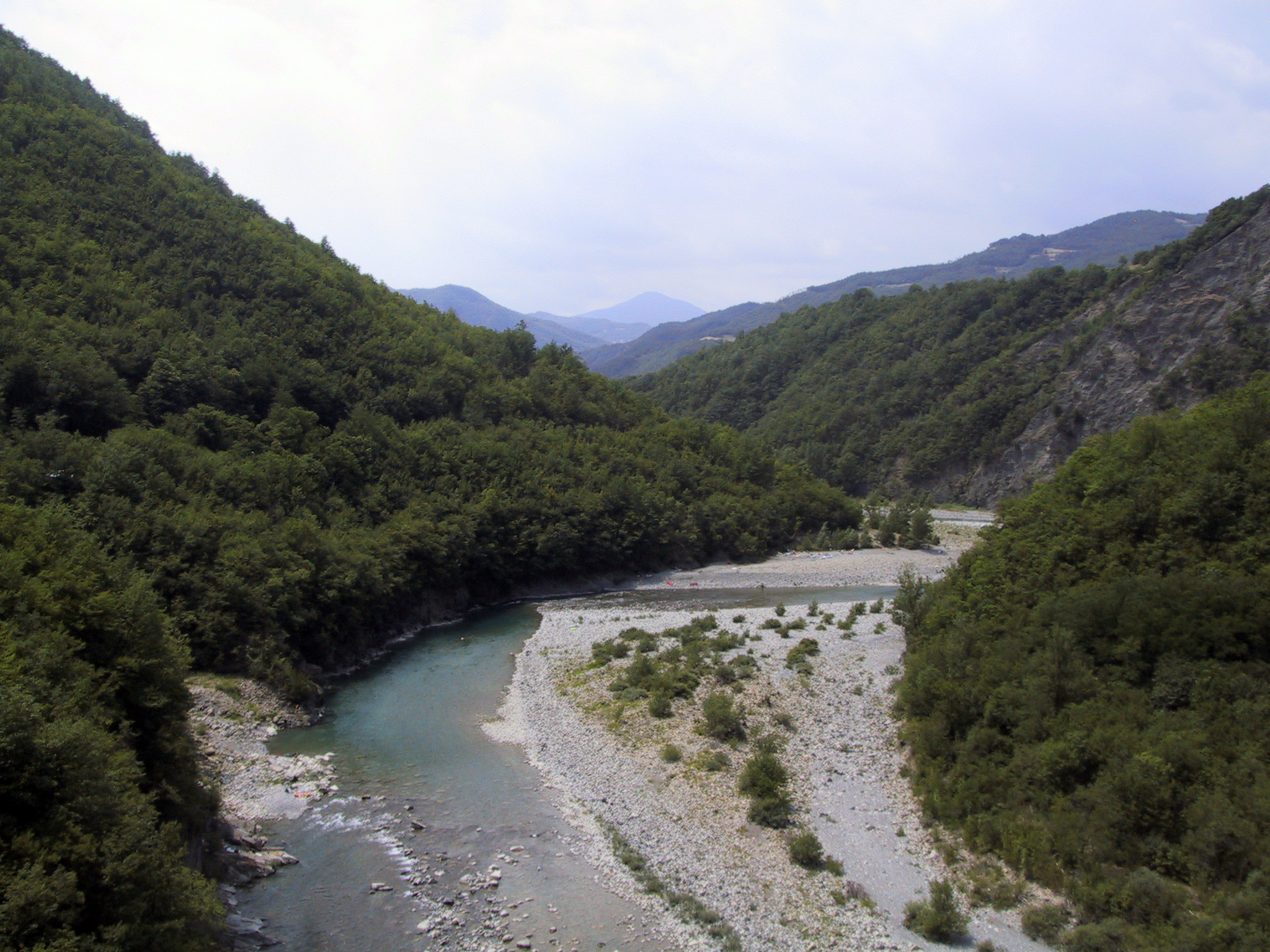
La rivière dans la haute vallée

Le débit moyen du Trebbia est, sur le tracé moyen-bas, de 40 m3/s., qui en fait la rivière la plus fournie en eau de toute l'Émilie-Romagne.
La rivière reçoit un régime très torrentiel avec d’importantes crues tumultueuses, qui peuvent dépasser 2 500 m3/s.) et modifier la configuration du lit.
Par contre en été, à cause aussi de la perméabilité du terrain, le lit est complètement à sec à partir de Rivergaro, jusqu’à la confluence avec le Pô. La responsabilité de cet assèchement revient aussi aux prélèvements d’eau pour l’irrigation, qui commencent près de Rivalta, où deux canaux dévient une partie du débit pour usage agricole.
Sur le tracé entre Marsaglia et Bobbio, il est fréquent d’avoir des crues soudaines dues au relâchement d’eau de la Digue de Boschi, sur l’affluent Aveto, annoncées par un système de sirènes.

## Nature
Jusqu’à (Bobbio, la rivière court dans une vallée de grand intérêt naturalistique qui attire beaucoup de touristes et passionnés de sports aquatiques (canoë-kayak, rafting et canyonisme).
La vallée de la Trebbia a le privilège d’être encore en grande partie non contaminée, surtout dans la partie haute du cours, qui lui, est une des quelques rivières encore non polluées.

## Histoire

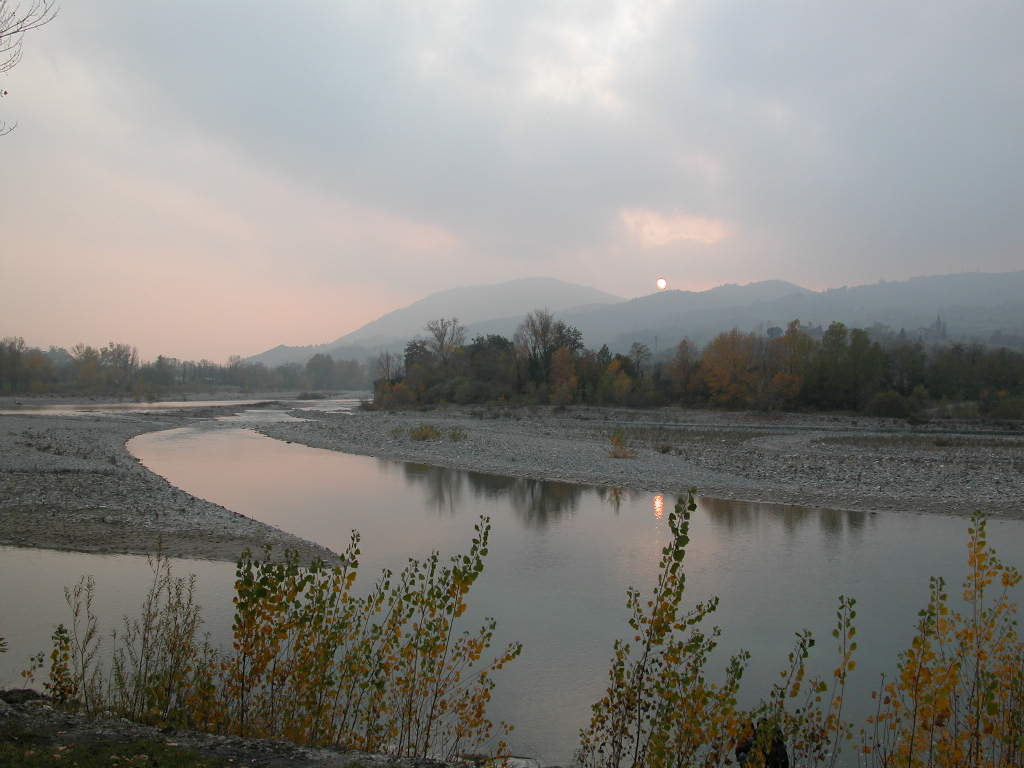
La rivière à Rivergaro à son arrivée en plaine

Le long de ses rives, deux batailles se sont déroulées. 

Dans la première bataille de la Trébie, en 218 av. J.-C., Hannibal Barca battit les Romains guidés par les consuls Tiberius Sempronius Longus et Publius Cornelius Scipio.
Sous l’Empire romain, elle est traversée par la Via Julia Augusta. Un milliaire trouvé près de La Turbie indique que l’empereur Hadrien a fait restaurer la Via depuis la rivière Trebbia.
Pour témoigner de l’importance qu’avait le contrôle du passage par le val Trebbia vers la mer et le port de Gênes, il reste quelques châteaux, ceux de Rivalta et de Statto, situés sur la rive gauche de la rivière, dans la commune de Gazzola, en face de ceux de Montechiaro et de Rivergaro (détruit).
Durant la bataille de la Trebbia, durant les guerres napoléoniennes, le général russe Alexandre Souvorov vainquit les troupes françaises guidées par le général MacDonald.

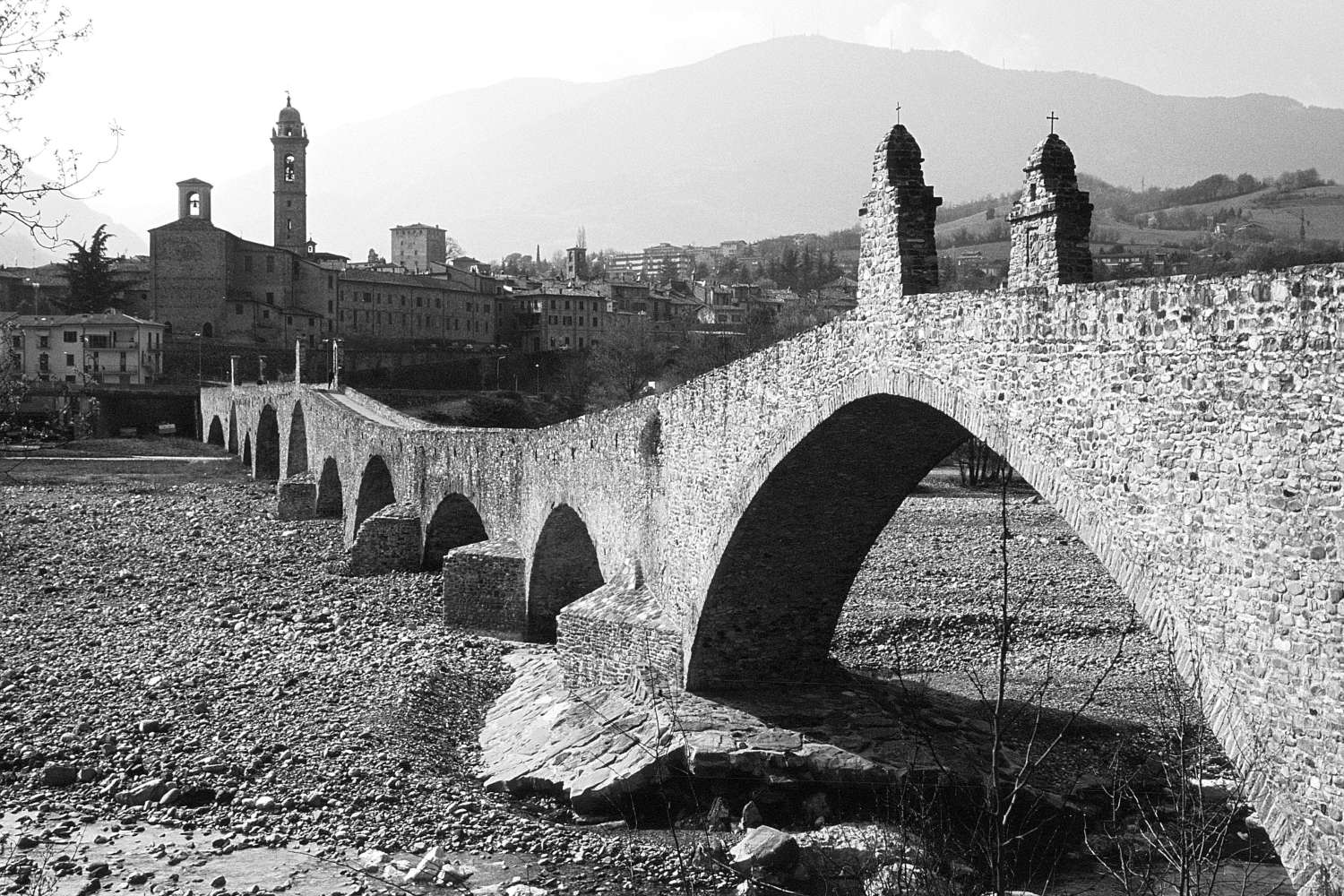
Le pont à dos-d'âne sur la Trebbia

## Sources
- (it) Cet article est partiellement ou en totalité issu de l’article de Wikipédia en italien intitulé « Trebbia » (voir la liste des auteurs).